# Christoph Müller (Kulturmanager)
Christoph Müller (* 1970 in Basel) ist ein Schweizer Kulturmanager.

## Leben
Christoph Müller wurde als Sohn des emeritierten Schweizer Bischofs Fritz-René Müller geboren. Er wuchs in der Region Fricktal auf, wo er das Gymnasium Muttenz besuchte, das er mit der Wirtschaftsmatura abschloss. Müller war Mitglied im Jugendorchester der Musik-Akademie Basel und Mitglied des Schweizer Jugendsinfonieorchesters.
Von 1991 bis 1996 absolvierte Müller ein Musikstudium im Hauptfach Cello am Konservatorium Bern, das er 1995 mit dem Diplom als Instrumentalpädagoge und 1997 mit dem Orchesterdiplom abschloss. Es folgte von 1996 bis 1999 ein Studium an der Musikhochschule Winterthur im Hauptfach Cello bei Thomas Grossenbacher (Solocellist des Tonhalleorchesters Zürich), das er 1999 mit dem Konzertexamen abschloss.
Seit dem Studium war Müller in verschiedenen Kammermusikensembles tätig. Er war gemeinsam mit Jonas Erni (Violine) und André Ducommun (Klavier) Gründungsmitglied des «Trio con Brio». Zwischen 1995 und 2000 war Müller Cellist im «Orchestre Philharmonique Suisse» und im Schweizer Kammerorchester. Bis 2013 war er zudem als Cellist im Kammerorchester Basel tätig.

## Tätigkeiten als Kulturmanager
Christoph Müller begann 1996 beim damaligen Kammerorchester «Serenata Basel», heute Kammerorchester Basel, als Cellist und Geschäftsführer.
Seit 2002 ist er als Künstlerischer Leiter des Gstaad Menuhin Festivals tätig. Müller gestaltete während seiner Amtszeit das Festival, das anfangs ein reines Kammermusikfestival war, zu einem mehrspartigen Festivalbetrieb um, in den er auch die Nachwuchsförderung und die Musikvermittlung integrierte. Ab 2008 baute er die «Gstaad Academy» und das «Gstaad Festival Orchestra» auf und nahm digitale Angebote und Projekte in das Festspielprogramm auf. 2014 initiierte er die «Gstaad Conducting Academy», bei der junge Dirigenten die Möglichkeit haben, mit erfahrenen Dirigenten, u. a. mit Jaap van Zweden oder Mirga Gražinytė-Tyla, und Orchestern zusammenarbeiten. Müller setzte in der Programmgestaltung des Gstaad Menuhin Festival auf eine langjährige Zusammenarbeit mit Künstlern wie Cecilia Bartoli, Hélène Grimaud, András Schiff und dem London Symphony Orchestra. Unter Müllers Leitung wurde die Zahl der Besucher, auf zuletzt jährlich 27.500, nahezu verdoppelt.
Im Jahr 2006 gründete Müller gemeinsam mit der Cellistin Sol Gabetta in Olsberg AG das «SOlsberg Festival», in dessen Rahmen seither jährlich Kammermusik-Konzerte in der Klosterkirche Olsberg und in der Stadtkirche St. Martin in Rheinfelden stattfinden.
2010 gab Müller die Geschäftsleitung des Kammerorchesters Basel ab und begann als Konzertmanager die etwa 60 nationalen und internationalen Auftritte des Kammerorchesters Basel pro Jahr sowie die Tourneen des Orchesters mittels seiner Konzertagentur «Müller & Pavlik artistic management GmbH» zu organisieren. Neben dem Kammerorchester Basel arbeitet die Agentur u. a. mit dem Hagen Quartett, dem Kammerchor «Tenebrae» und dem Grammy-nominierten «Danish String Quartet» zusammen.
2013 initiierte Müller das musikalische Langzeitprojekt «Haydn2032», wofür er zusammen mit Jeanne Lüdin-Geiger und Hanspeter Lüdin die «Joseph Haydn Stiftung Basel» gründete. 2015 gründete Müller mit Sol Gabetta das «Hochrhein Musikfestival» als Dachorganisation der bereits bestehenden Projekte «Solsberg Festival», «Klassiksterne Rheinfelden» und «Capella Gabetta». Das Unternehmen mit Sitz in Basel tritt schweizweit als Veranstalter von Musikprojekten auf. 2019 gründete er mit Sabine Duschmalé-Oeri die «Stiftung Basel Composition Competition», die alle zwei Jahre einen Wettbewerb für neue Werke der Kammermusik und Sinfonik durchführt.
2016 gründete Müller den «Verein Kulturzentrum Don Bosco», der in der Zeit von Januar 2018 bis zum Herbst 2020 als Bauherr die ehemalige römisch-katholische Don-Bosco-Kirche im Basler Breitequartier zum Musik- und Kulturzentrum «Don Bosco Basel» umgestalten liess. Seit der Fertigstellung des Umbaus dient das Zentrum unter anderem dem Kammerorchester Basel und der Basel Sinfonietta mit Probe- und Konzertsälen, Lager-, Archiv- und Büroräumen. Müller fungiert seit 2020 als Geschäftsführer der «Betriebsgesellschaft Don Bosco Basel GmbH».
Christoph Müller ist ausserdem Gesellschafter der Konzertagentur «swiss classic GmbH».
Ab Herbst 2025 übernimmt Christoph Müller in der Nachfolge von Francesco Piemontesi die Künstlerische Leitung der Musikwochen Ascona.